# Алмейда, Роберто Франсишку де
Роберто Антониу Виктор Франсишку де Алмейда (порт. Roberto Francisco de Almeida; 5 февраля 1941, Катете, Бенго, Португальская Западная Африка) — ангольский политический, государственный и общественный деятель,  прозаик, журналист. Председатель Национальной ассамблеи Анголы (1996—2008).

## Биография
Работал банковским служащим. Получил степень в области социальных наук.
Член Народного движения за освобождение Анголы (МПЛА) — правящей партии Анголы с момента обретения независимости в 1975 году. Занимал различные ответственный должности в партии и государстве.
В 1977—1978 годах работал заместителем министра иностранных дел, вице-министром внешней торговли и заместителем министра планирования Анголы. В правительстве президента Жозе Эдуарду душ Сантуша занимал пост министра внешней торговли с 1978 по 1979 год, был координатором Комитета Народного движения за освобождение Анголы (МПЛА). С 1978 до 1980 года входил в состав Революционного совета и занимал должность министра планирования с 1979 до 1981 года. С 1979 по 1981 год был также секретарём ЦК МПЛА по экономическим и социальным вопросам.
В 1980 году стал депутатом парламента и был его членом до 1986 года. В 1981 году избран секретарём ЦК МПЛА по идеологии, затем с 1981 по 1991 год был членом Центральной контрольно-ревизионной комиссии МПЛА. С 1991 по 1996 год — первый секретарь МПЛА в провинции Уила. Позже, заместитель председателя МПЛА и член Политбюро ЦК МПЛА.
На парламентских выборах в Анголе (2017) переизбран членом парламента от МПЛА и стал членом Комитета по здравоохранению, высшему образованию, науке и технологиям.
В декабре 1975 года участвовал в создании Союза ангольских писателей, с 1986 по 1997 год руководил им. 
В 2016 году был одним из основателей Ангольской академии литературы. 